# Walim (Neder-Silezië)
Walim (Duits: Wüstewaltersdorf) is een dorp in het Poolse woiwodschap Neder-Silezië, in het district Wałbrzyski. De plaats maakt deel uit van de gemeente Walim en telt 6300 inwoners.

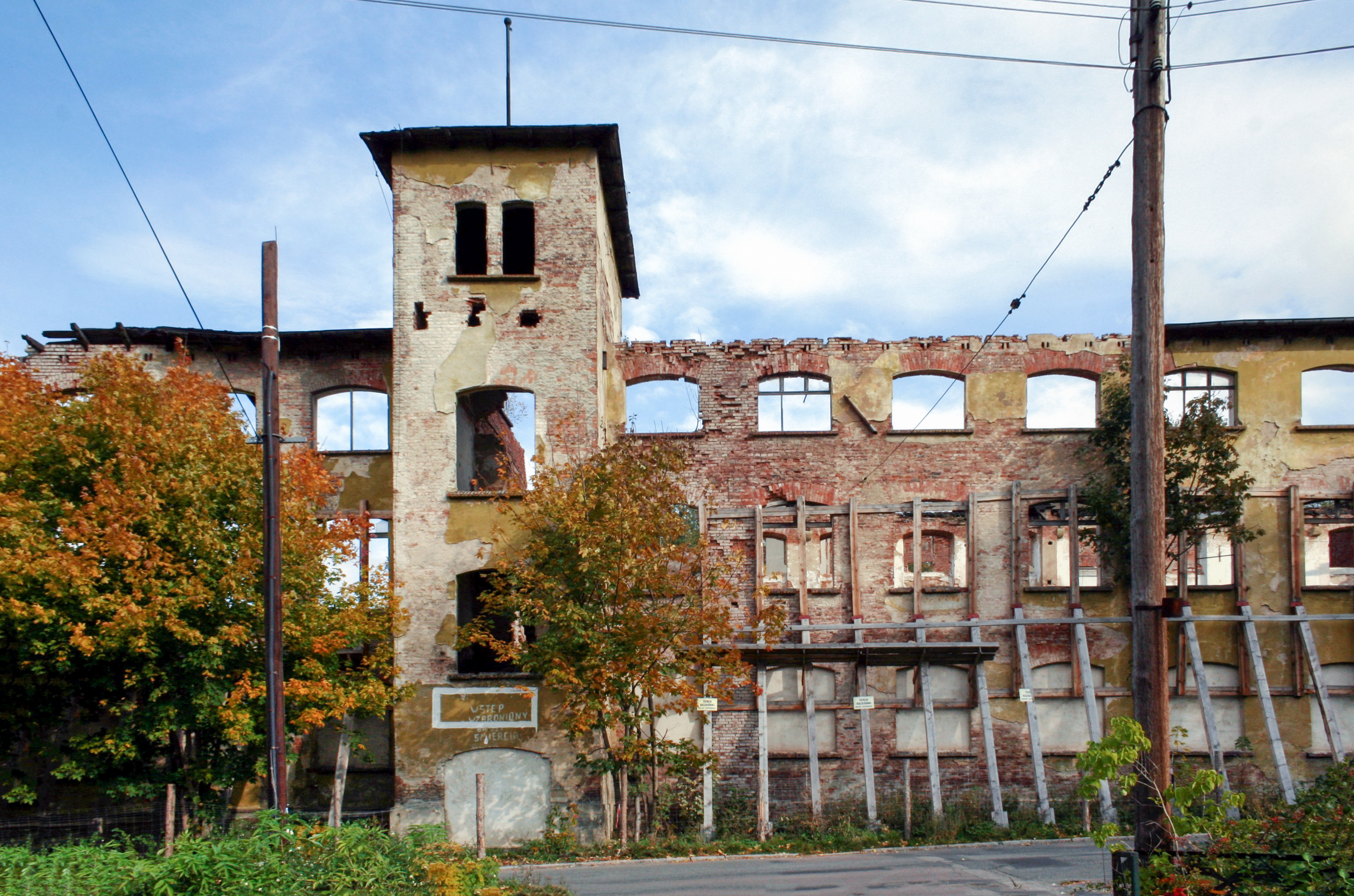